# Sociedad de Salvamento y Seguridad Marítima
Die Sociedad de Salvamento y Seguridad Marítima (span. für Gesellschaft für Seerettung und -sicherheit), auch bekannt unter dem Akronym SASEMAR oder der Kurzform Salvamento Marítimo (Seerettung), ist eine spanische Seenotrettungsorganisation mit Sitz in Madrid. Sie ist ein öffentliches Unternehmen (entidad pública empresarial), untersteht der spanischen Seeschifffahrtsbehörde (Dirección General de la Marina Mercante) und über diese dem Ministerium für Öffentliche Arbeiten (Ministerio de Fomento).

## Geschichte
Die erste spanische Seenotrettung entstand im Jahr 1880 unter dem Namen Sociedad Española de Salvamento de Náufragos (SESN). Anders als bei SASEMAR handelte es sich jedoch um eine dezentral organisierte gemeinnützige Freiwilligenorganisation. Aufgrund des im Rahmen der Internationalen Seeschifffahrtsorganisation (International Maritime Organisation, IMO) 1979 geschlossenen Übereinkommens über den Such- und Rettungsdienst auf See (SAR 79) wurde die Unterhaltung eines maritimen SAR-Dienstes in Spanien zur staatlichen Aufgabe. Diese übernahmen zu Beginn die Armada Española, das staatliche Bergungsschlepper-Unternehmen Remolques Marítimos S.A. sowie das Rote Kreuz. Dieses Modell erwies sich jedoch als unzureichend, um die im internationalen Übereinkommen geforderten Aufgaben adäquat zu erfüllen, und so begann die Regierung im Jahr 1989 unter dem Namen Plan Nacional de Salvamento mit dem Aufbau eines zentralisierten maritimen SAR-Dienstes. Am 24. November 1992 wurde schließlich die Sociedad de Salvamento y Seguridad Marítima (SASEMAR) ins Leben gerufen. Diese begann im Jahr 1993 zu operieren. Zunächst nur mit drei Hubschraubern, einer kleinen Flotte von Notrettungsschiffen der Salvamar-Klasse sowie geleasten Schleppern ausgestattet, wuchs die Anzahl der Mittel und Rettungseinheiten stetig an. Die schweren Ölunfälle der Aegean Sea im Jahr 1992 sowie der Prestige 2002 zeigten den spanischen Behörden Defizite in der Bekämpfung von maritimen Umweltkatastrophen auf. Daher erwarb die SASEMAR in den Jahren 2005 bis 2007 vier Schiffe der Luz de Mar-Klasse und Don Inda-Klasse, die unter anderem auch für das Eindämmen und Abschöpfen von Ölteppichen ausgerüstet sind.

## Aufgaben und Organisation
Die Hauptaufgaben sind die Suche und Rettung von Menschen und Objekten in Seenot, die Verhütung und Bekämpfung der Verschmutzung des Ozeans, die Überwachung und Unterstützung des Schiffsverkehrs sowie die Bereitstellung von Not- und Bergungsschleppern zur Abwehr von Gefahr im Falle einer Havarie.
Der Überwachungsbereich umfasst die spanischen Hoheitsgewässer sowie die Ausschließliche Wirtschaftszone im Mittelmeer sowie im Atlantik. Die SASEMAR ist so für eine Seefläche von rund 1.500.000 km² verantwortlich. Diese ist in insgesamt 19 regionale Marine Rescue Sub Center (MRSC) sowie in die vier Hauptregionen MRCC Atlántico, MRCC Canarias, MRCC Estrecho de Gibraltar und MRCC Mediterráneo unterteilt. Das Centro Nacional de Coordinación de Salvamento (Nationales Zentrum für Rettungskoordination) hat seinen Sitz in Madrid. Darüber hinaus betreibt SASEMAR in Gijón ein Ausbildungs- und Trainingszentrum mit dem Namen Centro Jovellanos.

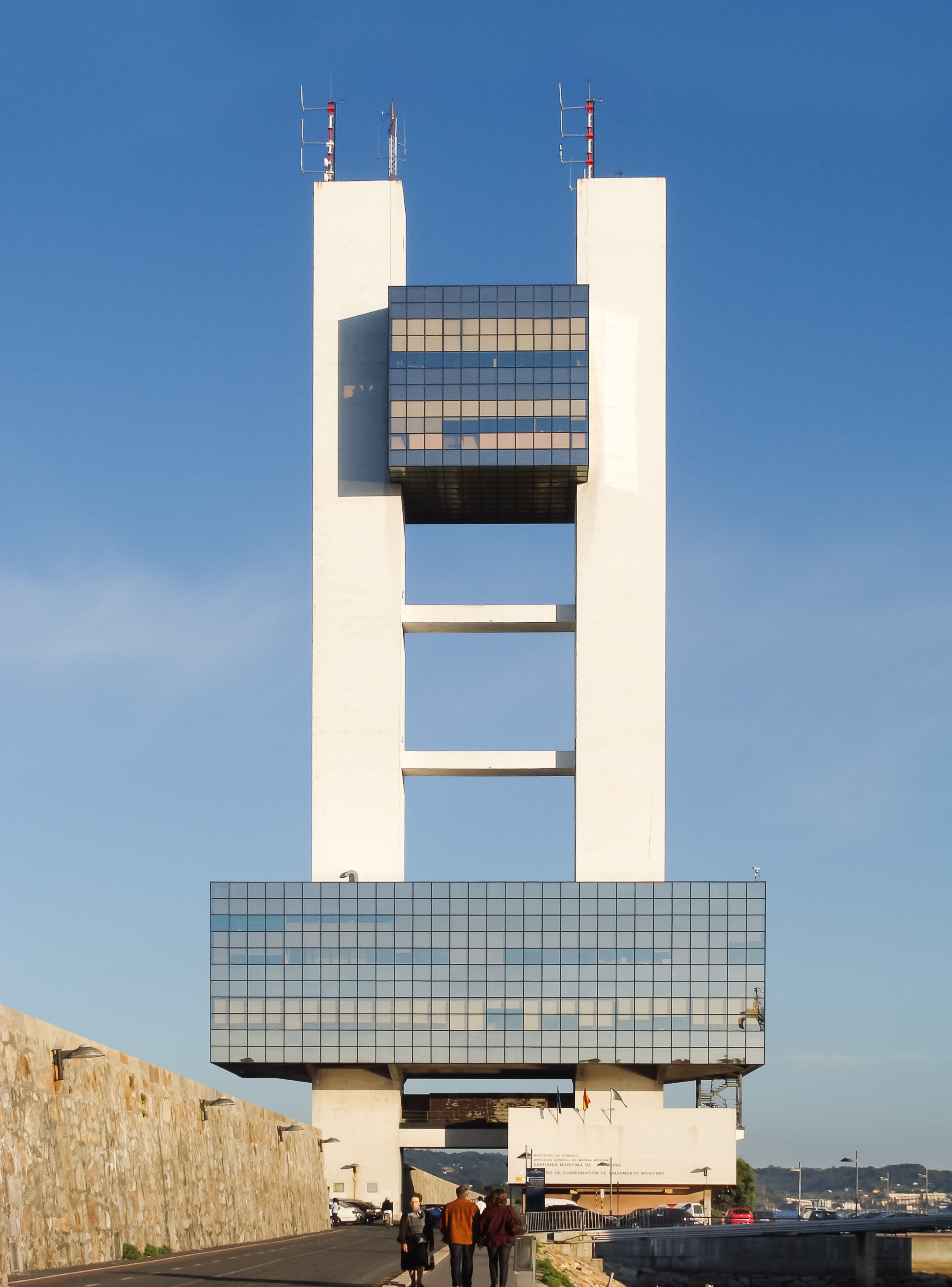
MRSC A Coruña
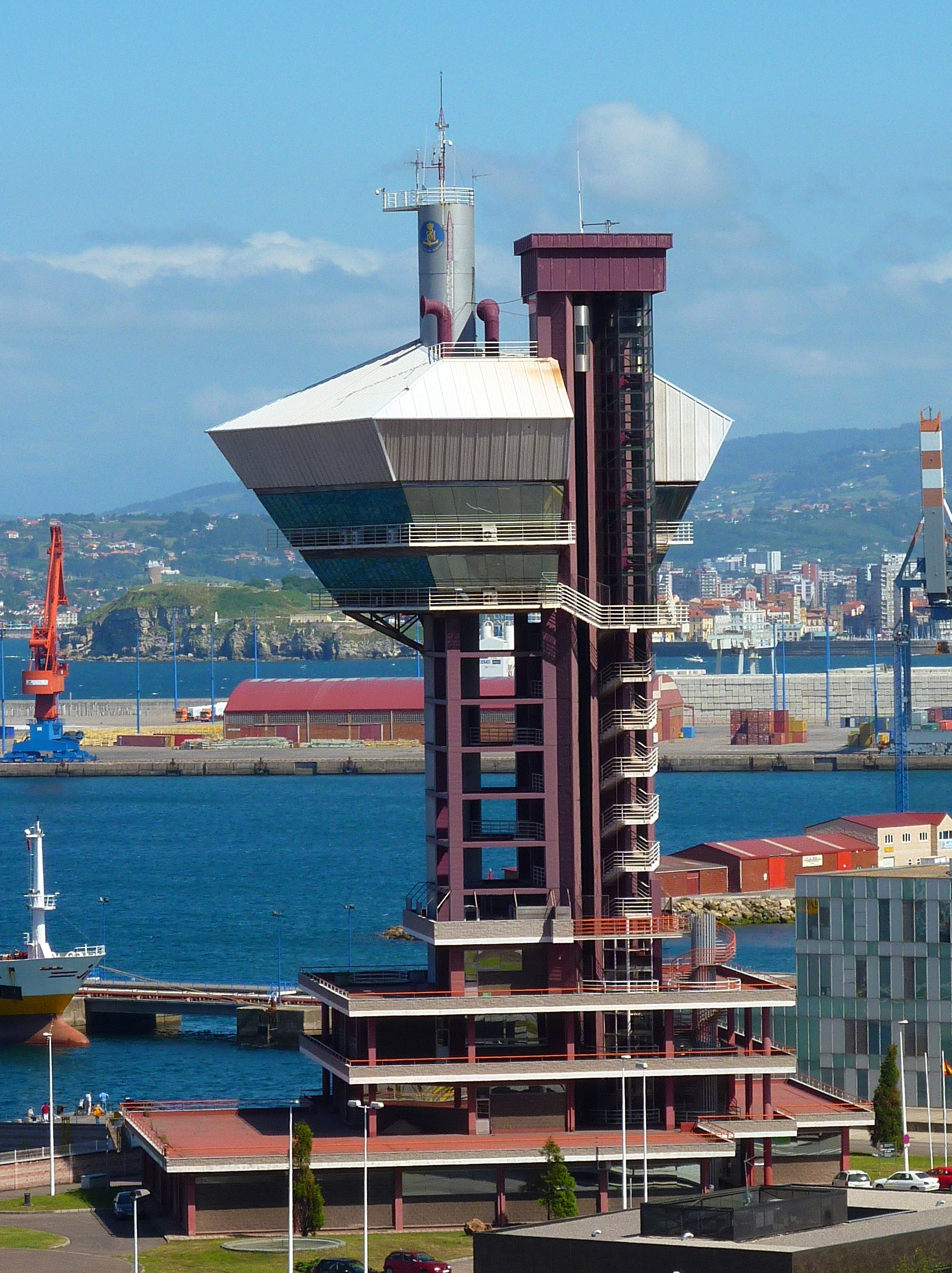
MRSC Gijón
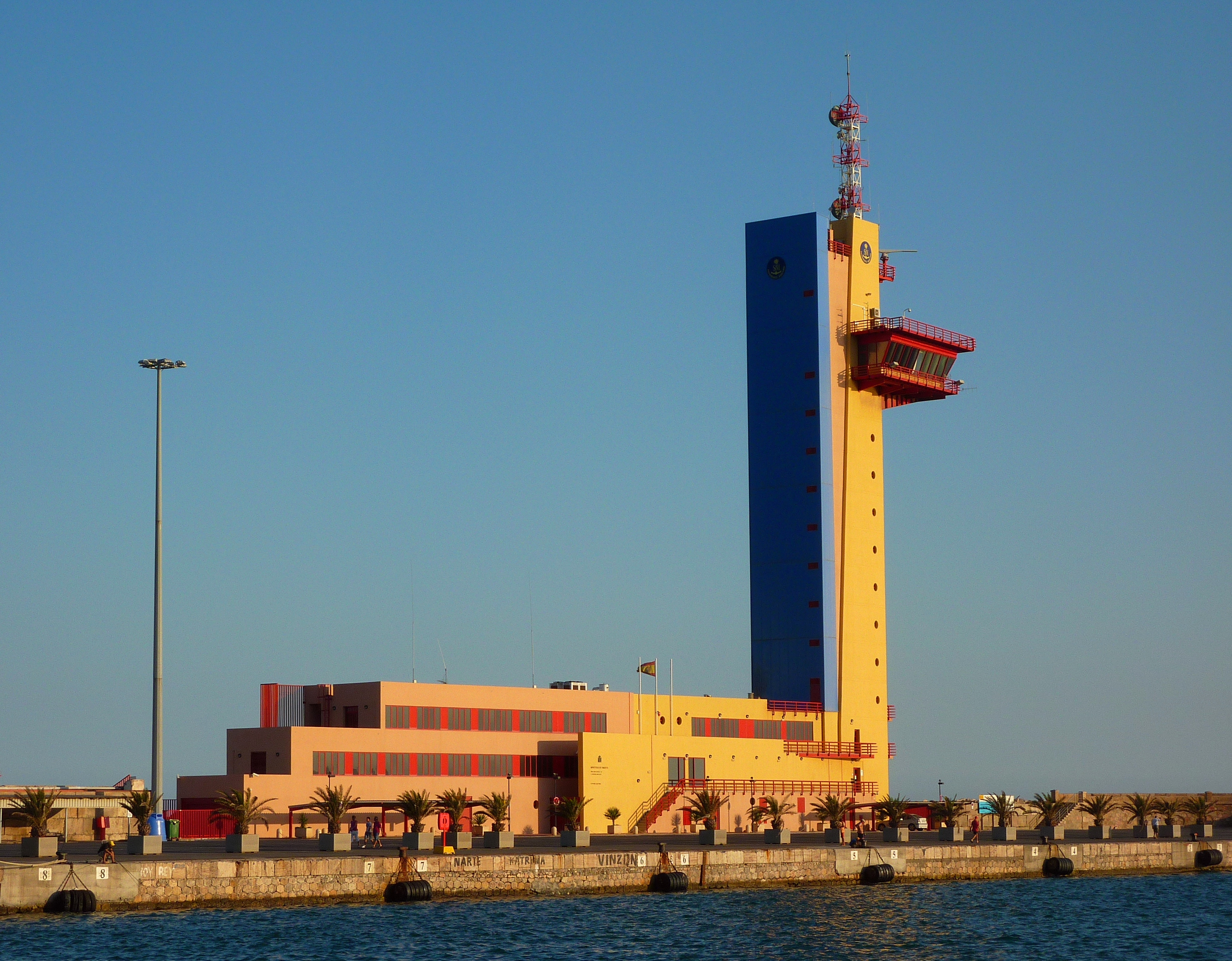
MRSC Almería
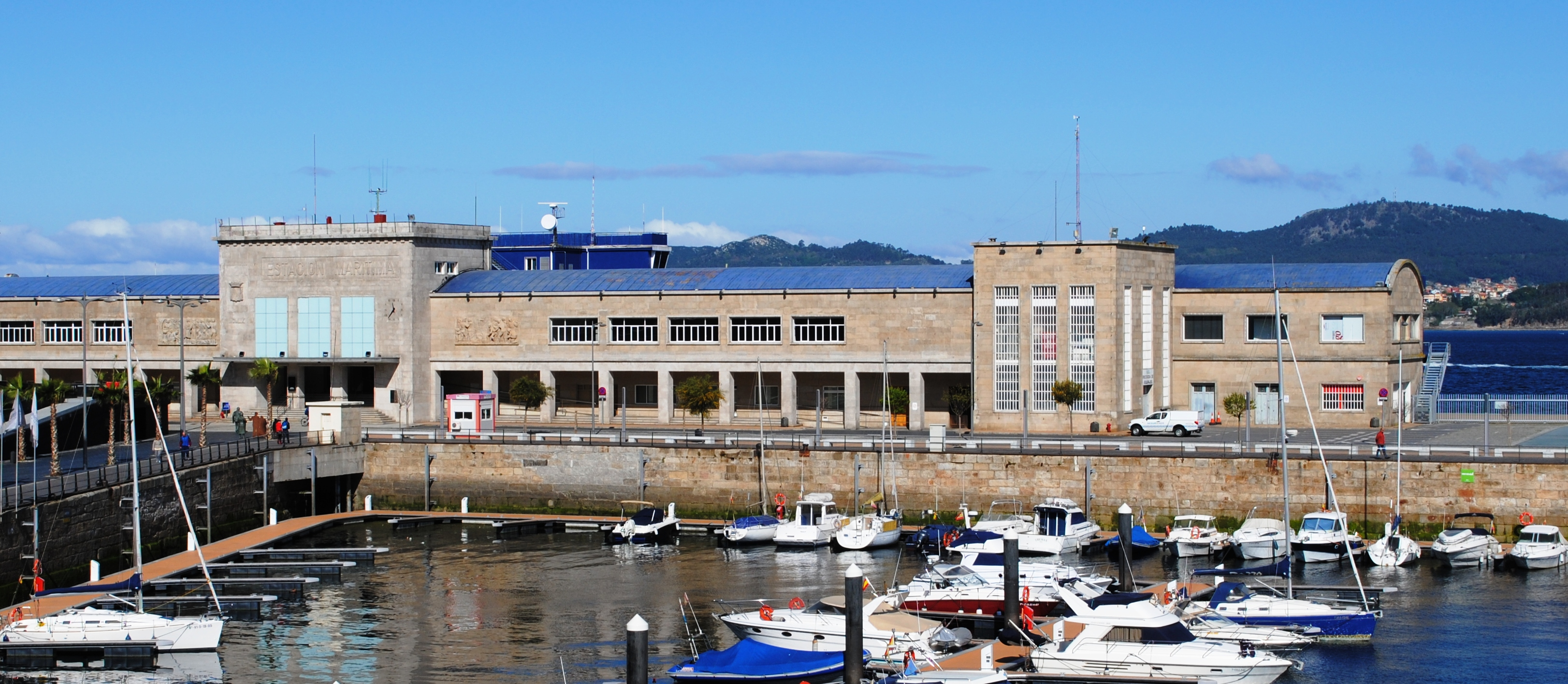
MRSC Vigo

### Rettungseinheiten und Fluggerät
Zur Erfüllung ihrer vielfältigen Aufgaben verfügt SASEMAR über eine Flotte von insgesamt 73 Schiffen. Die vier Mehrzweckschiffe der Luz de Mar-Klasse und Don Inda-Klasse können sowohl als Not- und Bergungsschlepper als auch im Falle von Ölunfällen und Bränden auf See sowie als Rettungsschiff eingesetzt werden. Darüber hinaus stehen zehn weitere Hochseeschlepper zur Verfügung, sieben davon gehören zur María de Maeztu-Klasse. Für Aufgaben der Suche und Rettung verfügt SASEMAR über vier 32 m lange Schiffe der Guardamar-Klasse sowie 55 der etwas kleineren Salvamar-Klasse (15–21 m). Letztere eignen sich aufgrund ihres geringen Tiefgangs auch für Aufgaben in küstennahen Gewässern.
Ebenfalls für Suche und Rettung stehen elf Hubschrauber, davon acht AgustaWestland AW139 und drei Sikorsky S-61N, sowie drei Seeaufklärer des Models CN-235 Persuader zur Verfügung.

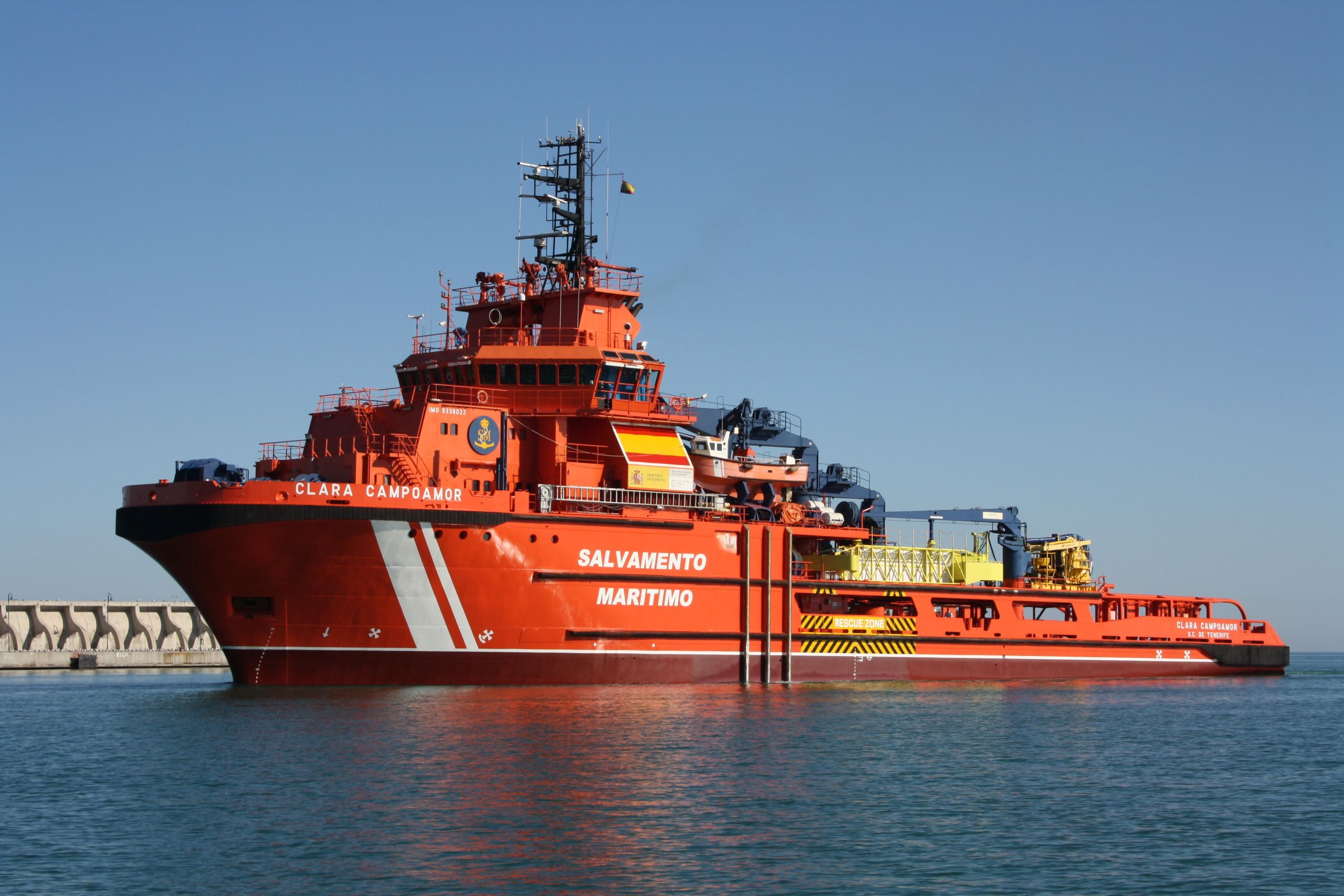
Don Inda-Klasse
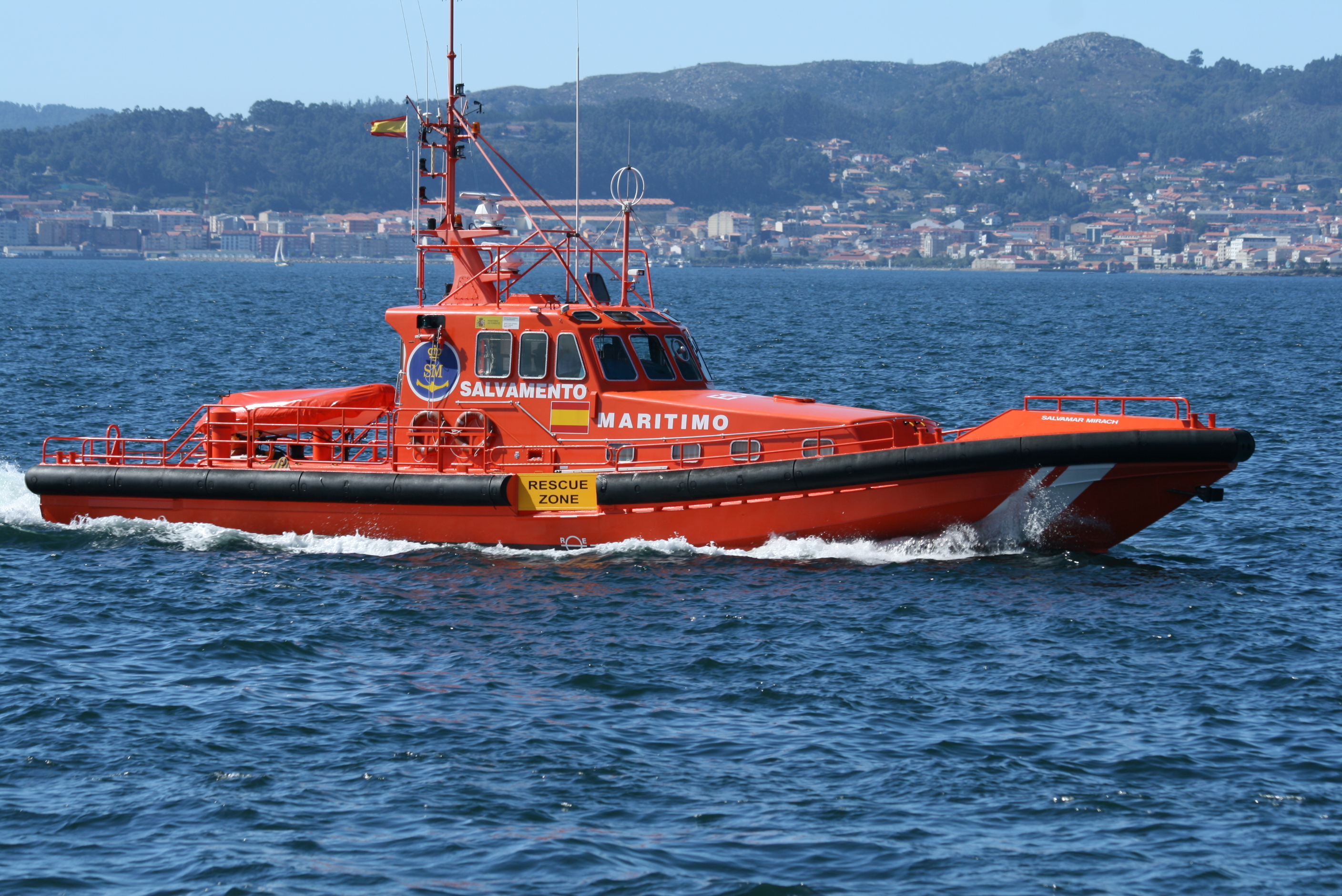
Salvamar-Klasse
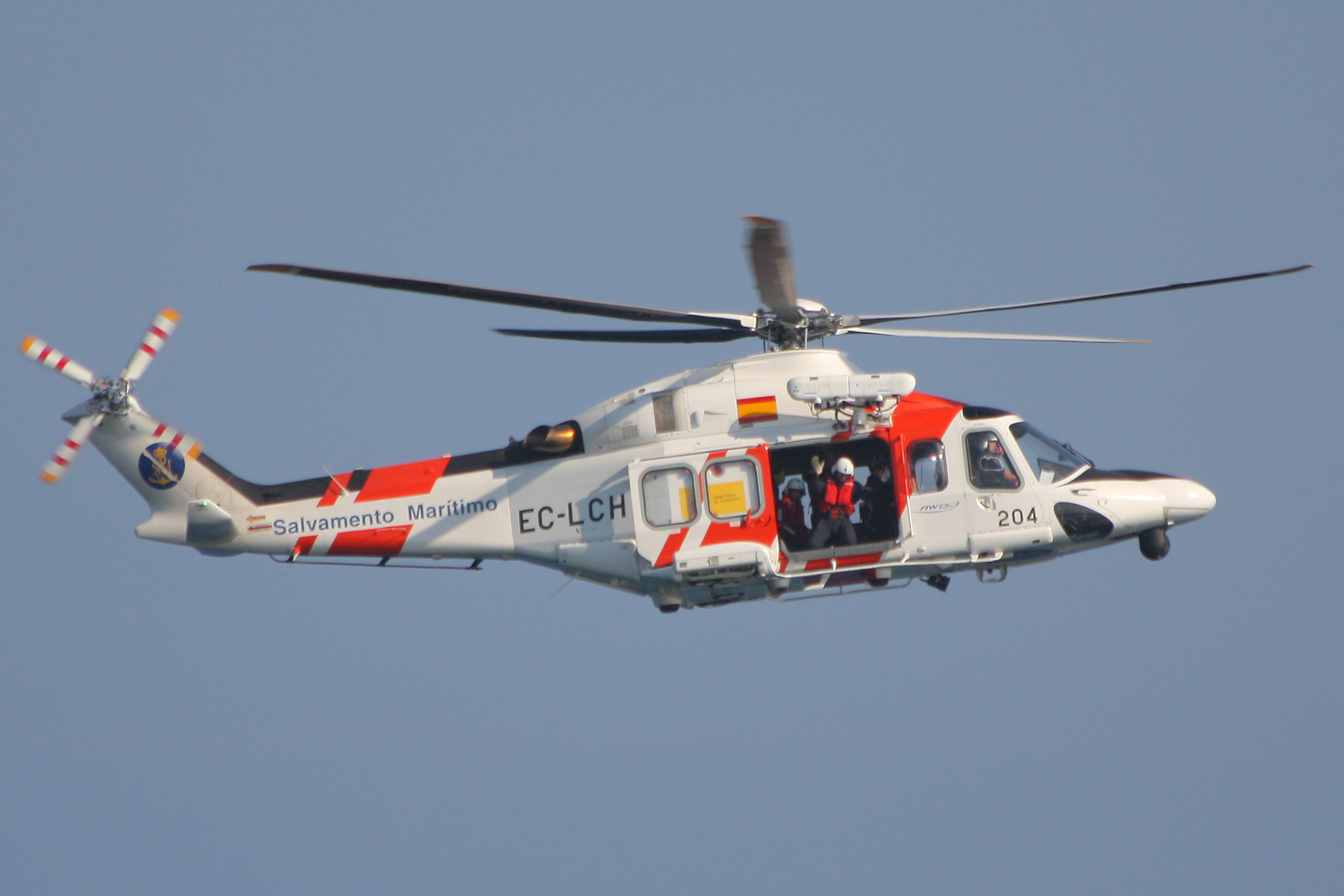
AW139
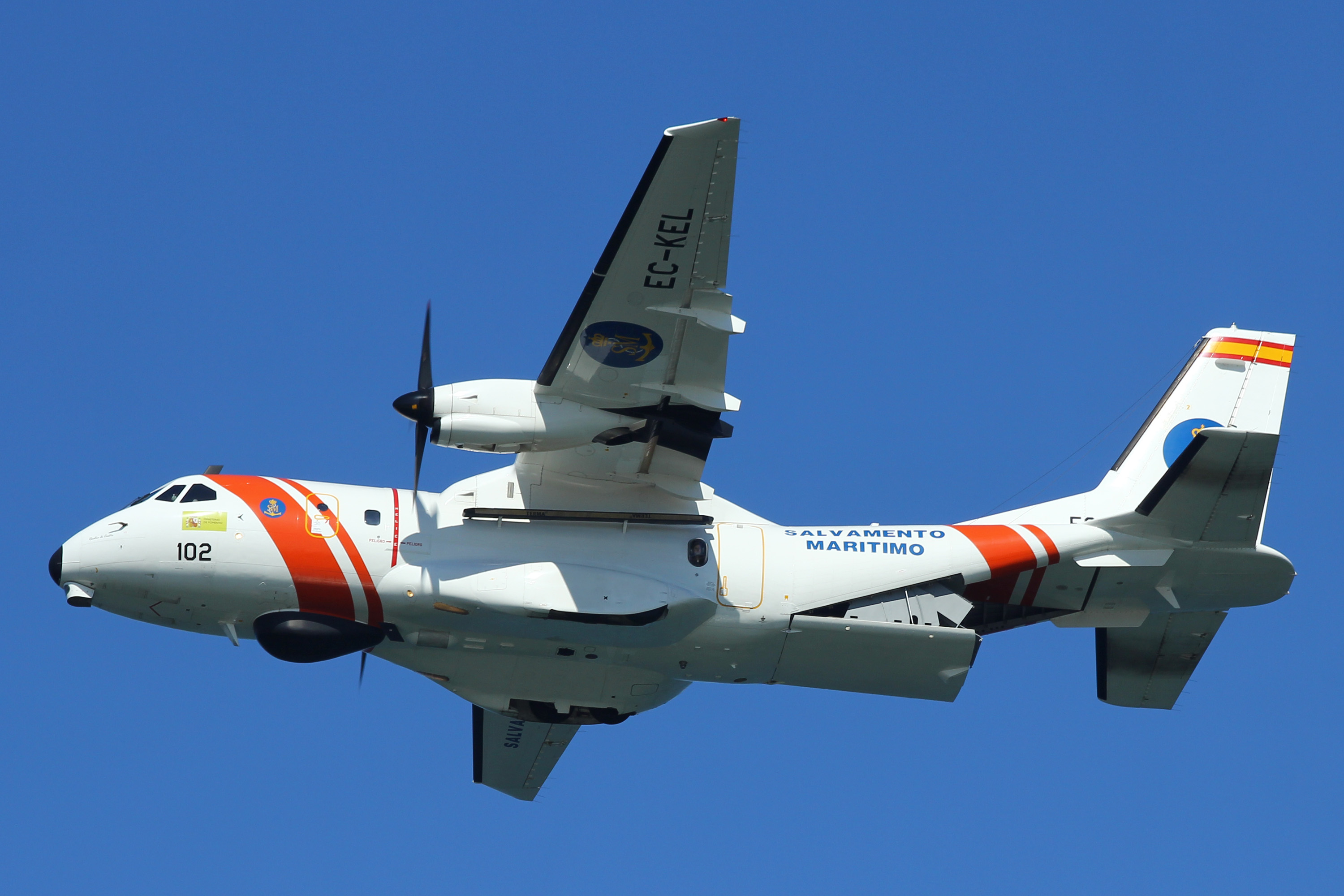
CN-235